# 여자가 좋다 스페셜
《여자가 좋다 스페셜》은 TJB에서 방송되었던 대전과 세종 충남지역에서 여성들만의 스타일과 여성들의 입장에서 전해드렸던 시사교양 프로그램이다.

## 기획 의도
각 지역의 문화와 다양한 이야기들을 전달하는 시사교양 프로그램이다.

## 진행자
- 백선일 아나운서

## 역대 진행자
- 진미선 아나운서
- 조윤경 아나운서
- 이명숙 아나운서
- 권기호 아나운서

## 방송 시간
| 방송 채널 | 방송 기간                          | 방송 시간                            | 방송 분량 |
| --------- | ---------------------------------- | ------------------------------------ | --------- |
| TJB       | 2010년 5월 16일 ~ 2012년 11월 4일  | 매주 일요일 오전 7시 10분 ~ 8시 10분 | 1시간     |
| TJB       | 2012년 11월 9일 ~ 2012년 11월 30일 | 매주 금요일 오후 3시 10분 ~ 4시      | 50분      |